# U-Bahnhof Radlická
Radlická (tschechische Aussprache: [ˈradlɪtskaː]) ist ein U-Bahnhof auf der Linie B der Prager Metro. Er wurde am 26. Oktober 1988 als Teil der Verlängerung vom Bahnhof Praha-Smíchov nach Nové Butovice in Betrieb genommen. Der Bahnhof liegt in Prag 5.

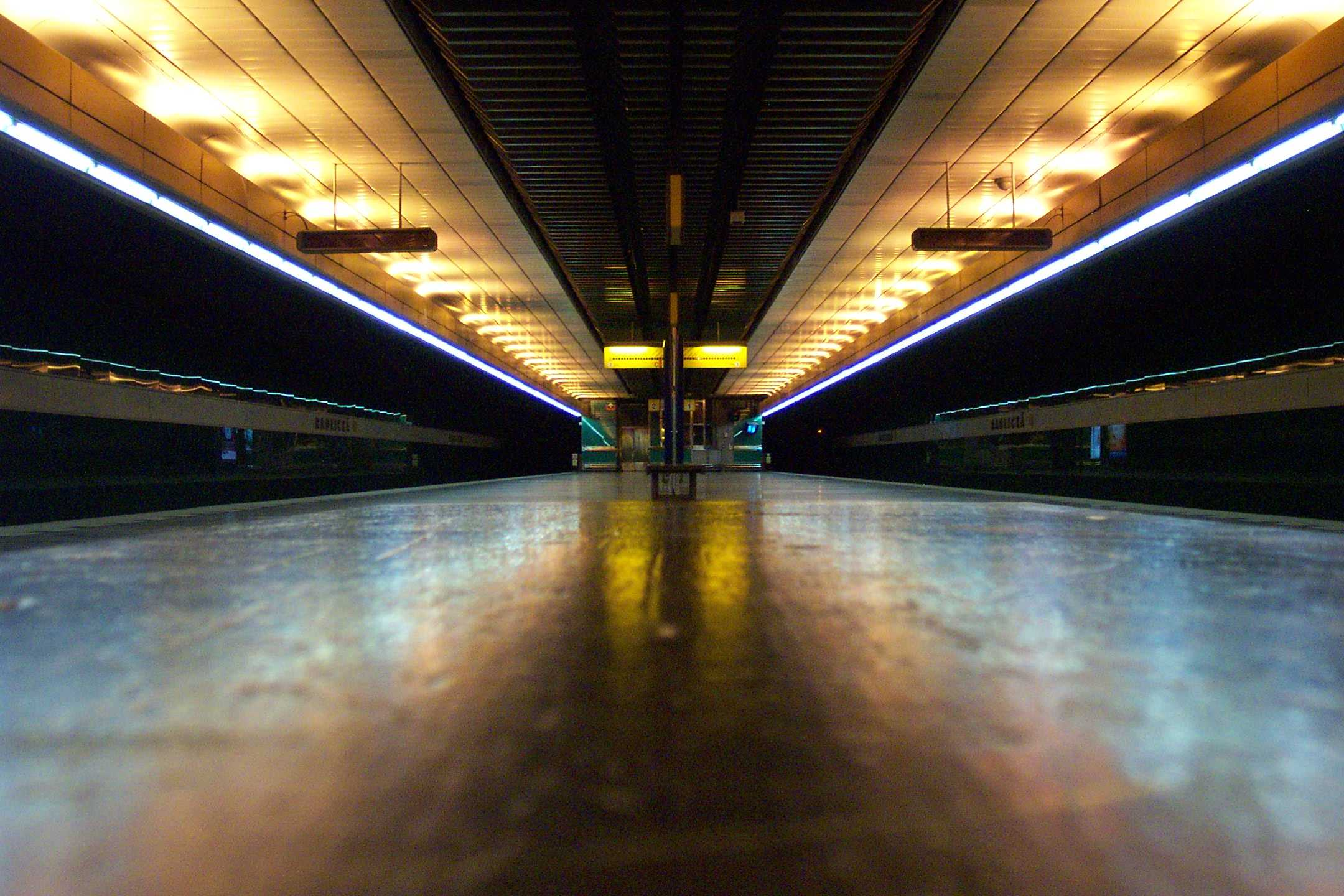
U-Bahnhof Radlická
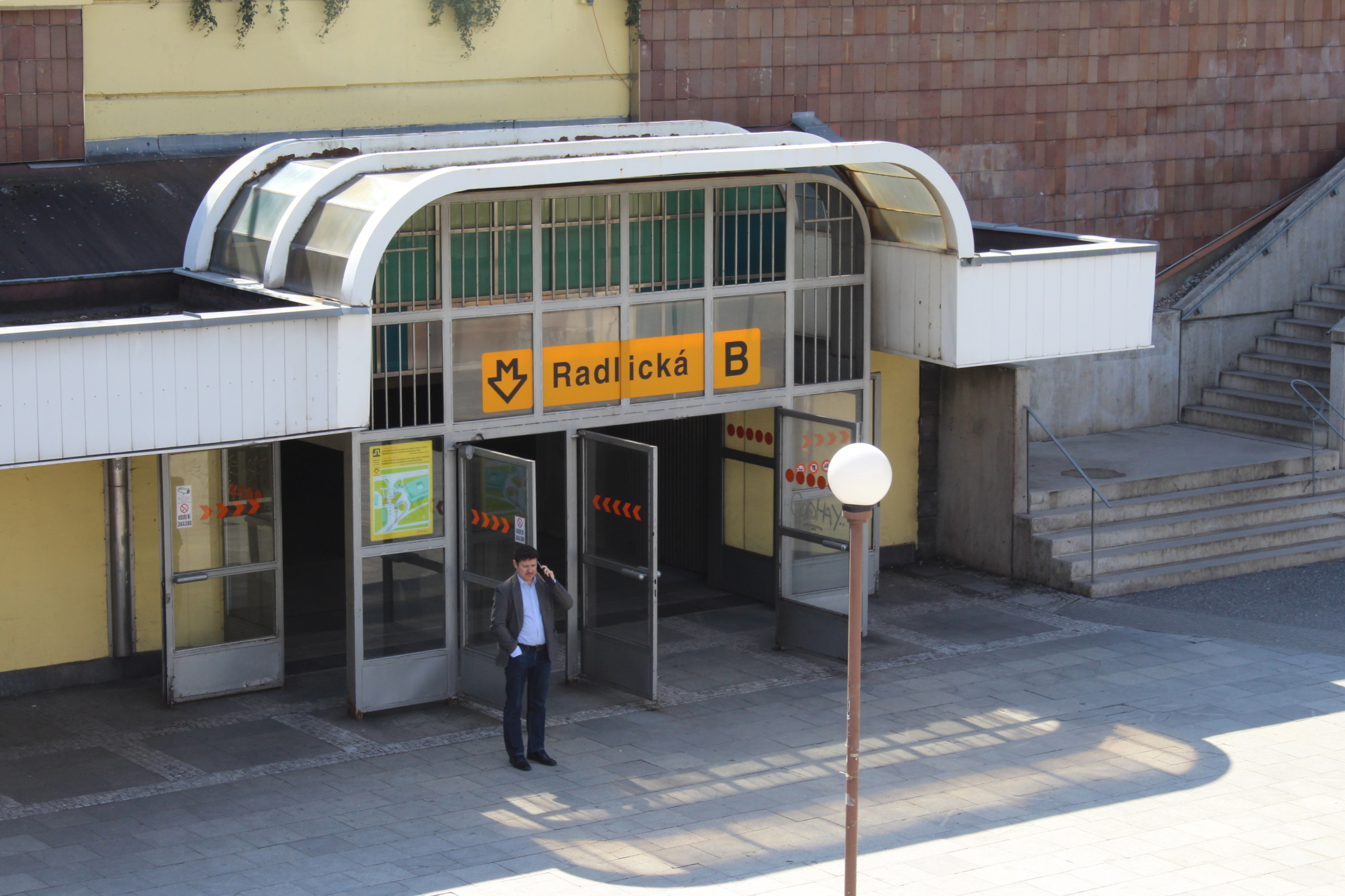
Einer der Eingänge zur Station